# 博爾茨湖
53°40′45″N 11°59′32″E / 53.67917°N 11.99222°E

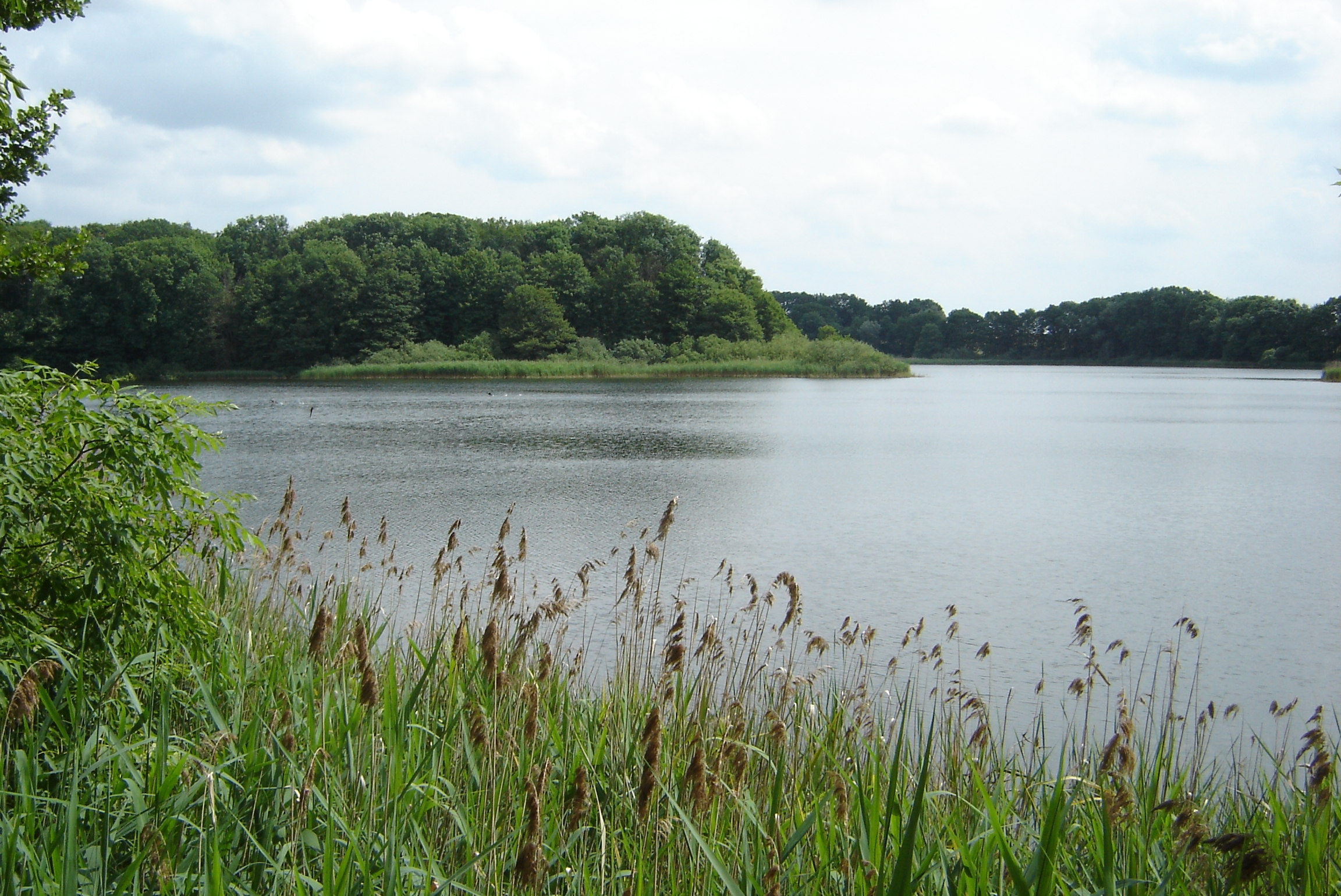

博爾茨湖（德語：Bolzer See），是德國的湖泊，位於該國東北部，由梅克倫堡-前波美拉尼亞州負責管轄，處於路德維希斯盧斯特-帕爾希姆縣，長1.6公里、寬0.8公里，面積0.81平方公里，海拔高度32米，平均水深7米，最大水深16米，水體容量550萬立方米。